# Josefa Sánchez de González
Josefa Sánchez de González fue una maestra y política dominicana. En 1942 fue electa a la Cámara de Diputados, convirtiéndose en parte del primer grupo de congresistas dominicanas.

## Biografía
Docente de profesión, Sánchez de González fue candidata en la provincia de Santiago para las elecciones generales de 1942, las primeras después de que se concediera a las mujeres el derecho al voto. Con el Partido Dominicano del presidente Rafael Trujillo como único partido legal, fue elegida sin oposición y se convirtió en una de las tres primeras mujeres en el Congreso. Al año siguiente, se desempeñó como Secretaria General del primer Congreso de Mujeres Dominicanas. En 1945 fue nombrada directora de la sección femenina del Partido Dominicano.